# Paruszewice
Paruszewice – wieś w Polsce, położona w województwie kujawsko-pomorskim, w powiecie włocławskim, w gminie Boniewo.
W latach 1975–1998 Paruszewice administracyjnie należały do województwa włocławskiego.
Przed 2023 r. miejscowość była częścią wsi Sieroszewo